# CIWL Typ Lx

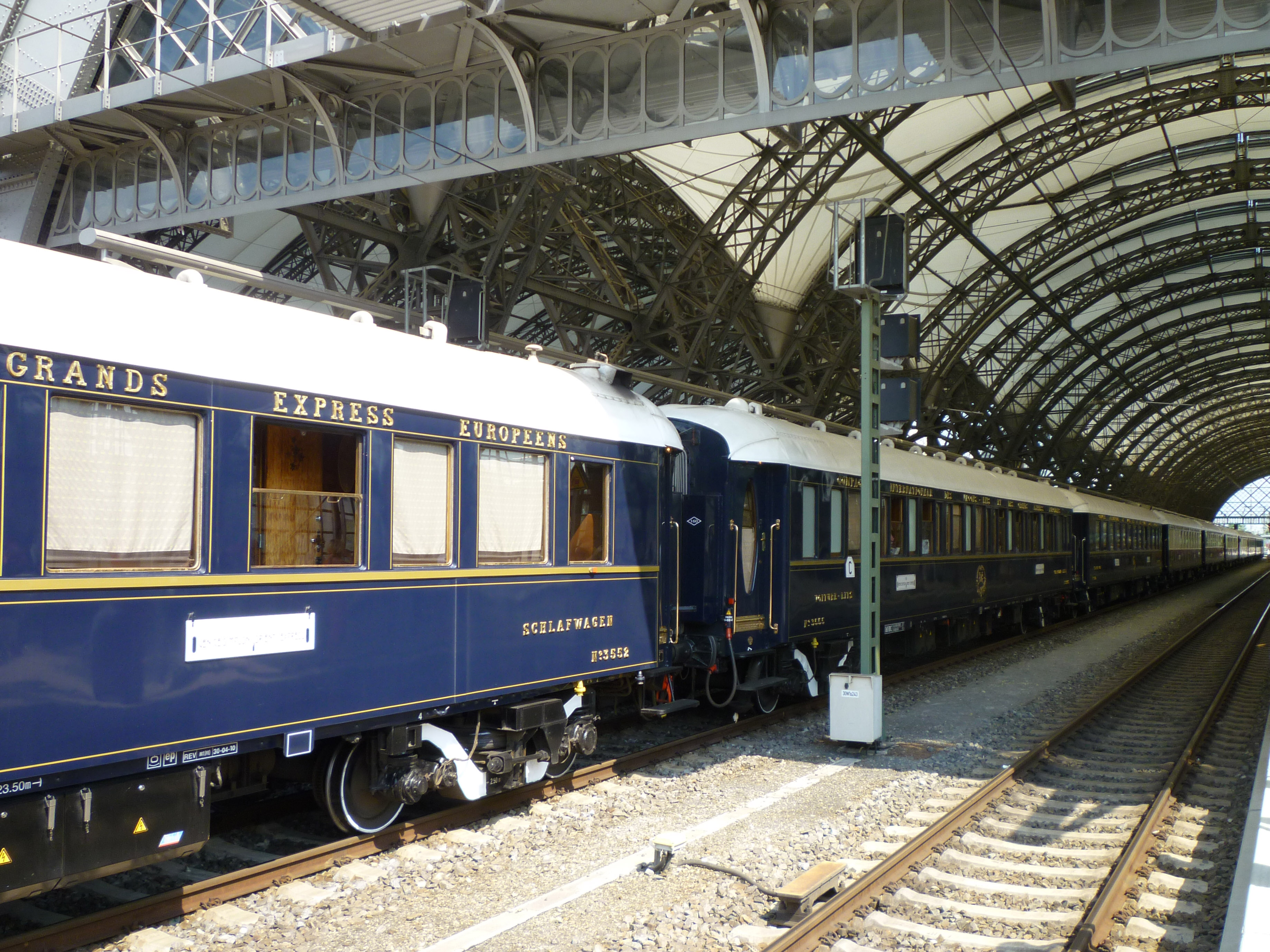
Schlafwagen vom Typ Lx im Venice Simplon-Orient-Express in Dresden Hbf

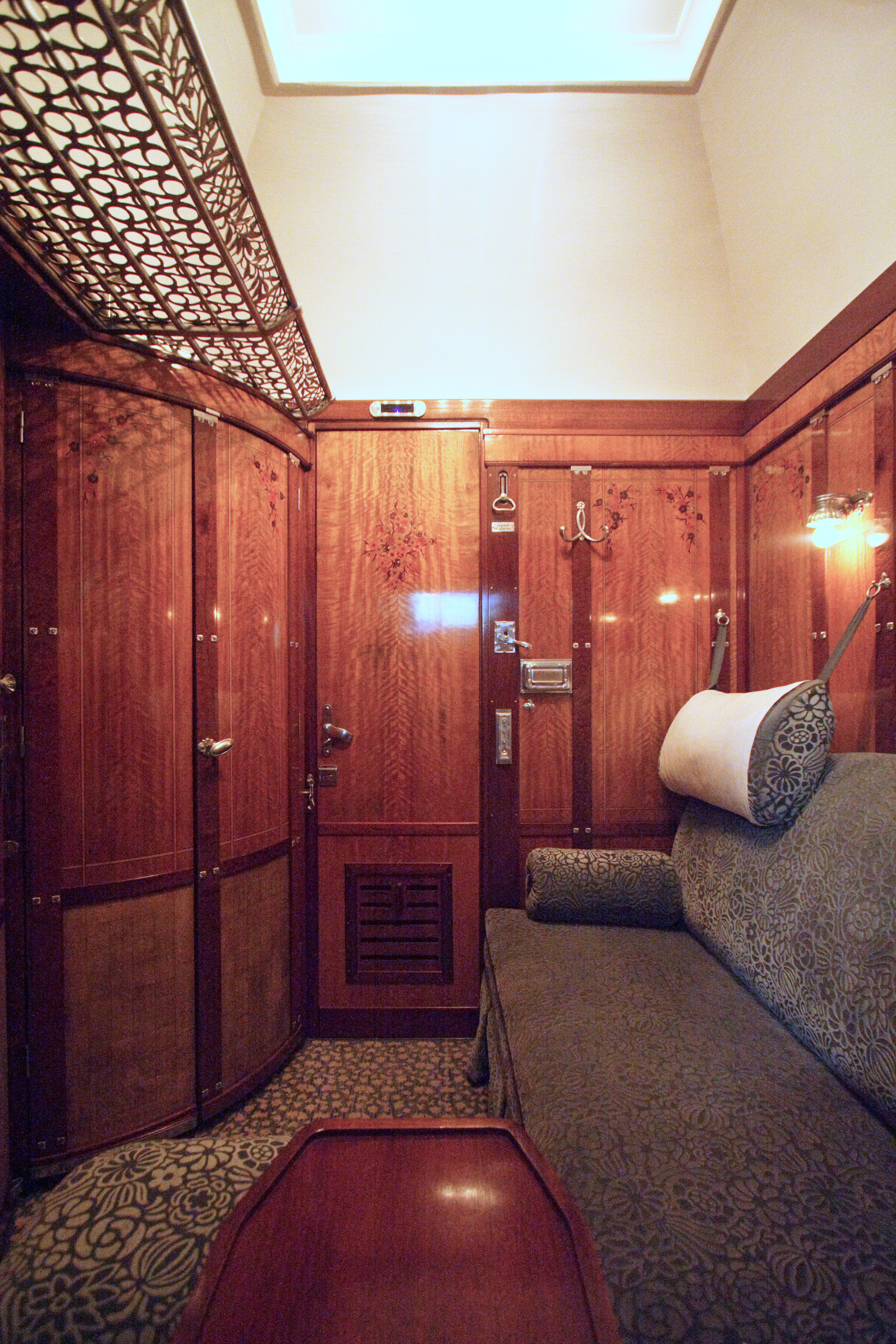
Abteil im Schlafwagen 3532

Als Typ Lx (Voiture-Lits de grand luxe) wurde durch die Compagnie Internationale des Wagons-Lits (CIWL) ein 1929 beschaffter Schlafwagentyp bezeichnet. Die insgesamt 90 beschafften Wagen gelten als die luxuriösesten je durch die CIWL beschafften Schlafwagen. Sie wurden in den Jahren vor dem Zweiten Weltkrieg in den ausschließlich aus Schlaf- und Speisewagen zusammengesetzten Luxuszügen der CIWL wie dem Train Bleu und dem Nord-Express eingesetzt. Nach dem Krieg kamen die Wagen auch in einzelnen Schlafwagenkursen in normalen Nachtzügen zum Einsatz. Erhalten gebliebene Exemplare werden in Nostalgiezügen wie dem Venice Simplon-Orient-Express eingesetzt.

## Geschichte

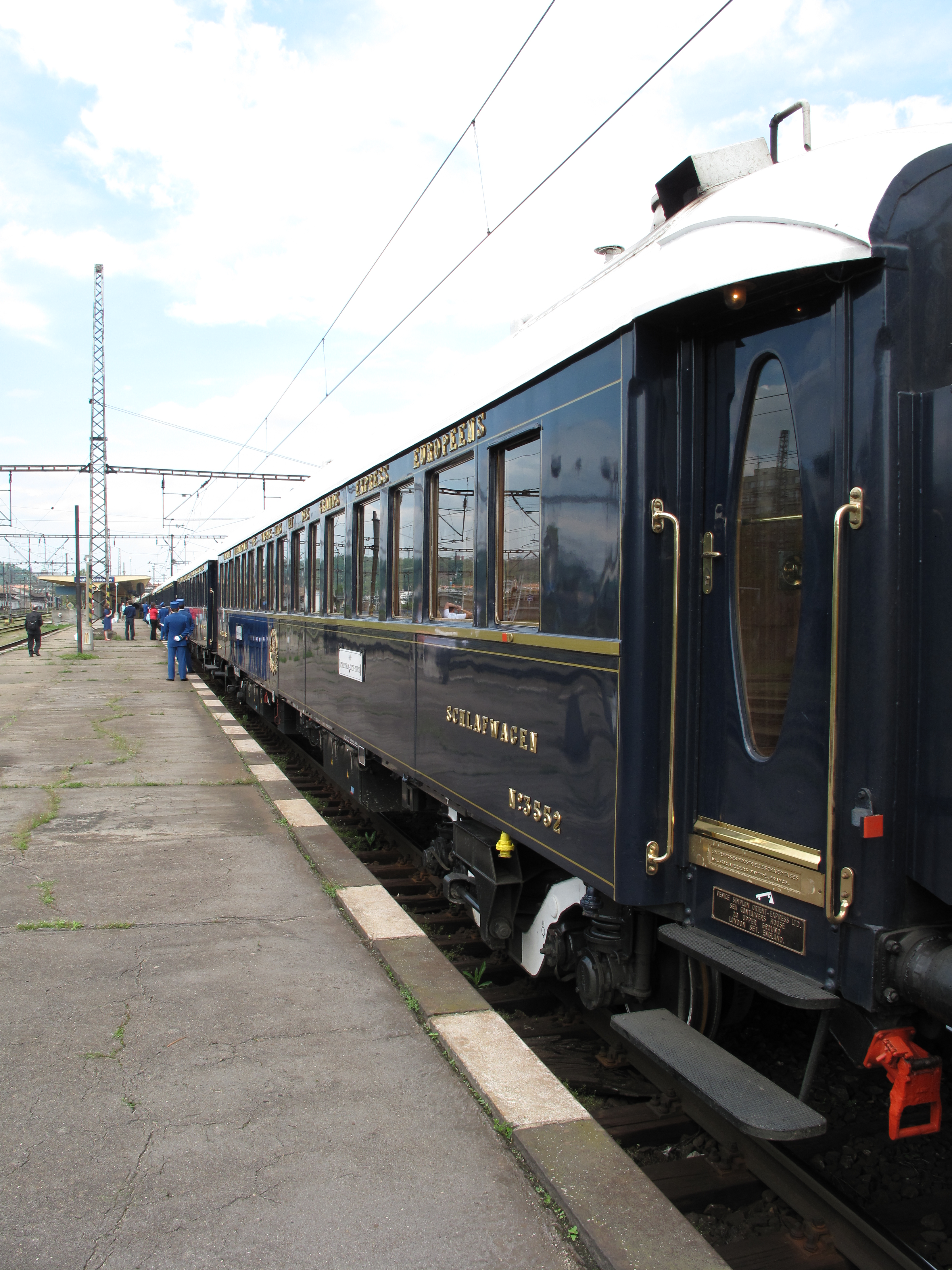
Wagen 3552, gut erkennbar die für den Typ Lx charakteristischen ovalen Türfenster

Nach dem Ersten Weltkrieg ersetzte die CIWL ihre älteren, an der charakteristischen Teakholzverkleidung erkennbaren Schlafwagen ab 1922 durch neue, blau lackierte Ganzstahlwagen. Zunächst wurde der Calais-Mediterranée Express ab 1922 mit neuen Wagen vom CIWL Typ S ausgestattet, der aufgrund der Farbe schnell den Spitznamen „Train Bleu“ erhielt, den er dann ab 1949 auch offiziell erhielt. Diese Wagen stellten eine erhebliche Verbesserung gegenüber den bislang eingesetzten Teakholzwagen vom CIWL Typ R dar. Sie waren etwa zur Hälfte mit Ein- und Zwei-Bett-Abteilen ausgestattet. In den 1920er Jahren machte sich jedoch bei der Eisenbahn die neue Konkurrenz des Luftverkehrs und des Automobils erstmals bemerkbar. Die Luxuszüge der CIWL, die auf eine wohlhabende Kundschaft ausgerichtet waren, bekamen dies besonders zu spüren. Auf der wichtigen Verbindung zwischen Paris bzw. London und der Côte d’Azur reagierte die CIWL, indem sie den bislang nur in der Wintersaison verkehrenden Train Bleu ab 1929 ganzjährig einsetzte und ihn mit neuen, besonders luxuriösen Wagen ausstattete, mit denen man den Wettbewerb mit den Luxusautos von Bugatti und Hispano-Suiza aufnehmen wollte. Ergänzt wurde das Angebot außerdem um einen mit neuen Pullmanwagen ausgestatteten Tageszug, den Côte d’Azur-Pullman-Express.
Beschafft wurden insgesamt 90 Wagen des neuen Typs Lx (Voiture-Lits de grand luxe), die lediglich 10 mit eigenem Waschschrank ausgestattete Einzelabteile erster Klasse erhielten und entsprechend dem Platzangebot auch als Lx 10 bezeichnet wurden. Pro Fahrgast stand damit erheblich mehr Platz als bislang zur Verfügung. Geliefert wurden die ersten 30 Exemplare von Metropolitan Cammell in Birmingham, die übrigen 60 von der Entreprises industrielles des Charentes (EIC, heute zu Alstom gehörend) in Aytré. Die Exemplare aus Birmingham erhielten die Nummern 3466–3495, die Wagen aus Aytré die Nummern 3496–3555. Für die Innenausstattung griff die CIWL auf renommierte Designer zurück, die in Aytré produzierten Wagen erhielten ihre Ausstattung durch den französischen Designer René Prou. Die Abteile wurden mit edlen Hölzern wie Mahagoni furniert, teilweise erhielten die Furniere Einlegearbeiten. Von außen sind die Wagen des Typs Lx vor allem anhand der Türen von anderen Schlafwagentypen der CIWL zu unterscheiden, diese weisen als einzige CIWL-Schlafwagen die ansonsten nur bei den Pullmanwagen der CIWL verwendeten ovalen Türfenster auf. 
Im Train Bleu kamen die neuen Wagen ab Januar 1929 zum Einsatz, die CIWL veranstaltete für die Presse und prominente Fahrgäste am 18. Januar 1929 eine Einweihungsfahrt von Paris nach Nizza. Die neuen Wagen kamen bei den Fahrgästen gut an, zumal neben der gediegenen Innenausstattung und einer verbesserten Heizung durch neue Drehgestelle mit Rollenlagern eine deutlich höhere Laufruhe geboten wurde. Neben dem Train Bleu kamen die neuen Lx-Wagen auch im Nord-Express, im Rome Express und diversen französischen Schlafwagenkursen zum Einsatz, nicht dagegen im Orient-Express. Im Simplon-Orient-Express wurden sie auf Teilstrecken als Kurswagen eingesetzt. 
Die im Herbst 1929 beginnende Weltwirtschaftskrise führte jedoch bald zu Auslastungsproblemen. Bereits Anfang der 1930er Jahre entschloss sich die CIWL daher, die Wagen umzubauen. In allen Wagen wurden die bisherigen Einbettabteile ganz oder teilweise zu Zweibettabteilen umgebaut, dementsprechend wurden die Wagen als Lx 16 (vier Einbett- und sechs Zweibett-Abteile) oder Lx 20 (zehn Zweibettabteile) bezeichnet. In der umgebauten Form wurden sie weiter im Train Bleu eingesetzt. Der Wagen 3538 wurde 1938 gesondert umgebaut. Speziell für den Herzog von Windsor und seine Frau wurde aus zwei Nachbarabteilen ein Salon zusammengelegt sowie eine Dusche installiert. Der Wagen diente bis 1940 den Reisen des Herzogspaars, nach dem Krieg kam er in normalen Schlafwagenkursen zum Einsatz.
Während des Zweiten Weltkriegs wurde ein Teil der Wagen in ländlichen Regionen Frankreichs abgestellt, so etwa im Bahnhof von Eymet. Ein Teil wurde für militärische Zwecke, etwa in Befehlszügen, herangezogen. In Limoges diente der Wagen 3544 als Bordell. Einige Wagen wurden im Krieg zerstört, andere blieben nach dem Krieg bei osteuropäischen Bahngesellschaften. Ein Lx-Wagen kam ab 1946 im „Blauer Express“ genannten Zugpaar zwischen Berlin und Brest für die Sowjetische Militäradministration in Deutschland zum Einsatz. Das US Army Transportation Corps setzte in den Nachkriegsjahren ebenfalls einige Wagen des Typs Lx ein. Ein weiterer Wagen wurde nach dem Krieg umgebaut und im Hofzug der niederländischen Königin eingesetzt.
Nach dem Krieg bildeten die Lx-Wagen wieder die Zuggarnitur des Train Bleu und kamen in Schlafwagenkursen quer durch Westeuropa zum Einsatz. Ein Teil der Wagen wurde umgespurt und auf Schlafwagenkursen in Spanien und Portugal verwendet, wo die letzten Exemplare bis Anfang der 1980er Jahre im Plandienst blieben. Im Train Bleu wurden sie erst ab 1960 durch andere, neuere Bauarten verdrängt. Die restlichen normalspurigen Wagen des Typs wurden bis Mitte der 1970er Jahre von der CIWL aus dem Plandienst zurückgezogen und ausgemustert, einzelne wurden an Staatsbahnen verkauft, so etwa an die griechische OSE. 1974 wurde der Wagen 3504, einer der letzten noch im Einsatz befindlichen Wagen, für die Dreharbeiten zum Film Mord im Orient-Expreß (Regie Sidney Lumet) nach dem gleichnamigen Roman von Agatha Christie verwendet.
Ab Mitte der 1970er Jahre erwarben wohlhabende Liebhaber erste Exemplare des Typs Lx für Museumsbahnen. Für den Nostalgie-Istanbul-Orient-Express (NIOE) und den Venice Simplon-Orient-Express (VSOE) erwarben die Betreiber jeweils verschiedene Fahrzeuge des Typs Lx. Die Wagen wurden dafür überholt und technisch modernisiert, unter anderem mit Klimaanlagen. Bei den VSOE-Wagen wurden ein Schlafwagenabteil zum Abteil für den Schlafwagenschaffner hergerichtet, die Wagen werden seitdem als Typ Lx 18 bezeichnet. Während die Wagen des NIOE seit 2008 aufgrund eines Rechtsstreits nicht mehr eingesetzt werden, verkehren die Wagen des VSOE weiterhin in Sonderzügen. Sie wurden 2003 bis 2006 modernisiert und erhielten unter anderem moderne Drehgestelle von Bombardier sowie neue Klimaanlagen. Seitdem sind die Wagen für 160 km/h zugelassen. In der Garnitur des Al Andalus Expreso, der in Spanien für Schienenkreuzfahrten eingesetzt wird, sind ebenfalls einige Lx-Wagen im Einsatz, allerdings im Inneren grundlegend umgebaut.

## Technik
Mit der Einführung von Ganzstahlwagen ging die CIWL dazu über, von Ausnahmen abgesehen alle Fahrzeuge auf einem einheitlichen Rahmen mit 23.452 mm Länge über Puffer und einem Drehzapfenabstand von 16.000 mm aufzubauen. Die Fahrzeugbreite beträgt 2850 mm, die Höhe über Schienenoberkante 4000 mm. Auf dieser Basis entstanden neben dem Typ Lx auch die Schlafwagen der Typen S, Y und Z. Die gleichen Rahmen wurden auch für Speisewagen und Pullmanwagen verwendet, sie bestehen aus drei Längsträgern mit Querverbindungen und zwei Gussstahlblöcken an den Enden zur Aufnahme der Zug- und Stoßvorrichtungen. Auf dem Rahmen sind die Seitenwände und Fußböden sowie die beiden Zustiegsplattformen aufgebaut. Das Gewicht des Typs Lx beläuft sich auf 53 Tonnen. Als Drehgestelle erhielten die Wagen ursprünglich Schwanenhals-Drehgestelle mit Rollenlagern, auch als Pennsylvania-Drehgestelle bezeichnet. Im Laufe der Jahre wurden diese teilweise durch neuere Drehgestelle oder andere Bauarten ersetzt. Ursprünglich waren die Wagen lediglich für 130 km/h zugelassen, nach dem Krieg wurde die Geschwindigkeit auf 140 km/h angehoben. Die mit neuen Drehgestellen modernisierten Wagen des VSOE sind für 160 km/h zugelassen.
Die CIWL rüstete alle Wagen neben einer über die Heizdampfleitung des Zuges versorgten Dampfheizung mit einer unabhängig zu betreibenden Kohleheizung aus, die durch den Schlafwagenschaffner bedient wurde und bei längerem Stillstand eines Zuges zum Einsatz kam. In den Nachkriegsjahren erhielten viele Fahrzeuge außerdem elektrische Heizleitungen. In jedem Abteil befand sich zur Belüftung ein Ventilator, die Wagen der Museumszüge VSOE und Al Andalus wurden mit Klimaanlagen ausgerüstet. 
Es gab kein gesondertes Abteil für den Schlafwagenschaffner, dieser nächtigte auf einer an einem Ende des Wagens aufgeklappten Liege im Gang. Vorräte für die Versorgung der Fahrgäste befanden sich in Schränken an den Wagenenden. An einem Ende war ein WC untergebracht. Jeweils zwei der Abteile (mit Ausnahme der beiden äußersten Abteile) ließen sich mittels einer verschließbaren Tür zu einer größeren Suite verbinden. Die in den historischen Luxuszügen eingesetzten, noch erhaltenen Wagen des Typs sind teils umfassend modernisiert und umgebaut worden. Bei den im VSOE eingesetzten Wagen wird eines der Abteile für den Schaffner genutzt. Die Wagen des Al Andalus Expreso sind umfassend umgebaut worden, wobei jeweils mehrere Abteile zusammengefasst wurden und teils mit eigener Dusche und WC ausgestattet sind. Die Wagen besitzen zudem moderne Klimaanlagen.

## Erhaltene Fahrzeuge
Neben den Wagen der verschiedenen historischen Luxuszüge sind weitere Wagen des Typs Lx erhalten geblieben, teils bei Museumsbahnen, teils als stationär aufgestellte Fahrzeuge in Eisenbahnmuseen:
| CIWL-Nummer | Hersteller                | Eigentümer                                                         | Anmerkungen |
| ----------- | ------------------------- | ------------------------------------------------------------------ | --- |
| 3469        | Metro-Cammell, Birmingham | OSE                                                                | In schlechtem Zustand abgestellt in Nea Magnisia, Thessaloniki |
| 3472        | Metro-Cammell, Birmingham | SNCF                                                               | bis 2008 Einsatz im Nostalgie-Istanbul-Orient-Express, 2018 an SNCF |
| 3473        | Metro-Cammell, Birmingham | Belmond Ltd., früher James Sherwood, VSOE                          | Einsatz im Venice Simplon-Orient-Express |
| 3480        | Metro-Cammell, Birmingham | SNCF                                                               | bis 2008 Einsatz im Nostalgie-Istanbul-Orient-Express, 2018 an SNCF |
| 3482        | Metro-Cammell, Birmingham | James Sherwood, VSOE                                               | Einsatz im Venice Simplon-Orient-Express |
| 3483        | Metro-Cammell, Birmingham | Belmond Ltd., früher James Sherwood, VSOE                          | Einsatz im Venice Simplon-Orient-Express |
| 3487        | Metro-Cammell, Birmingham | SNCF                                                               | bis 2008 Einsatz im Nostalgie-Istanbul-Orient-Express, 2018 an SNCF |
| 3490        | Metro-Cammell, Birmingham | Asociación Zaragozana de Amigos del Ferrocarril y Tranvías (AZAFT) | Breitspurige Drehgestelle |
| 3502        | EIC, Aytré                | RENFE (Al Andalus Expreso)                                         | Breitspurige Drehgestelle |
| 3506        | EIC, Aytré                | RENFE (Al Andalus Expreso)                                         | Breitspurige Drehgestelle, als 3501 beschriftet |
| 3509        | EIC, Aytré                | Privatbesitz                                                       | Standort in Tourville-les-Ifs |
| 3510        | EIC, Aytré                | Asociación Zaragozana de Amigos del Ferrocarril y Tranvías (AZAFT) | Breitspurige Drehgestelle |
| 3511        | EIC, Aytré                | RENFE (Al Andalus Expreso)                                         | Breitspurige Drehgestelle |
| 3514        | EIC, Aytré                | OSE                                                                | In schlechtem Zustand abgestellt in Diavata, Thessaloniki |
| 3519        | EIC, Aytré                | Privatbesitz                                                       | Standort in Longueville (Seine-et-Marne), als Monument historique unter Denkmalschutz |
| 3520        | EIC, Aytré                | Asociación Zaragozana de Amigos del Ferrocarril y Tranvías (AZAFT) | Breitspurige Drehgestelle |
| 3522        | EIC, Aytré                | Asociación Zaragozana de Amigos del Ferrocarril y Tranvías (AZAFT) | Breitspurige Drehgestelle |
| 3525        | EIC, Aytré                | Belmond Ltd., früher James Sherwood, VSOE                          | Einsatz im Venice Simplon-Orient-Express |
| 3532        | EIC, Aytré                | Cité du train, Mulhouse                                            | Ausstellungsstück im Eisenbahnmuseum Mülhausen |
| 3536        | EIC, Aytré                | Asociación Zaragozana de Amigos del Ferrocarril y Tranvías (AZAFT) | Breitspurige Drehgestelle |
| 3537        | EIC, Aytré                | SNCF                                                               | bis 2008 Einsatz im Nostalgie-Istanbul-Orient-Express, 2018 an SNCF |
| 3539        | EIC, Aytré                | Belmond Ltd., früher James Sherwood, VSOE                          | Einsatz im Venice Simplon-Orient-Express |
| 3540        | EIC, Aytré                | privat                                                             | Standort in Tourville-les-Ifs |
| 3541        | EIC, Aytré                | RENFE (Al Andalus Expreso)                                         | Breitspurige Drehgestelle |
| 3542        | EIC, Aytré                | SNCF                                                               | bis 2008 Einsatz im Nostalgie-Istanbul-Orient-Express, 2018 an SNCF |
| 3543        | EIC, Aytré                | Belmond Ltd., früher James Sherwood, VSOE                          | Einsatz im Venice Simplon-Orient-Express |
| 3544        | EIC, Aytré                | Belmond Ltd., früher James Sherwood, VSOE                          | Einsatz im Venice Simplon-Orient-Express |
| 3547        | EIC, Aytré                | RENFE (Al Andalus Expreso)                                         | Breitspurige Drehgestelle |
| 3548        | EIC, Aytré                | Privat                                                             | Aufgestellt in Anwesen des marokkanischen Königshauses in Betz (Frankreich) |
| 3551        | EIC, Aytré                | SNCF                                                               | bis 2008 Einsatz im Nostalgie-Istanbul-Orient-Express, 2018 an SNCF |
| 3552        | EIC, Aytré                | Belmond Ltd., früher James Sherwood, VSOE                          | Einsatz im Venice Simplon-Orient-Express |
| 3553        | EIC, Aytré                | Belmond Ltd., früher James Sherwood, VSOE                          | Einsatz im Venice Simplon-Orient-Express, 2024 nach Entwürfen des französischen Künstlers JR zum Salon-/Schlafwagen L’Observatoire mit Badewanne umgebaut und auf der Biennale von Venedig ausgestellt. |
| 3555        | EIC, Aytré                | Belmond Ltd., früher James Sherwood, VSOE                          | Einsatz im Venice Simplon-Orient-Express |

Bei weiteren Wagen ist unsicher, ob und in welchem Zustand sie erhalten sind.